# Regla de Hertwig
La regla de Hertwig (llei de Hertwig o llei de l'eix més llarg) afirma que la divisió d'una cèl·lula es dona perpendicularment al seu eix més llarg. D'aquest enunciat se'n desprèn que les dues cèl·lules germanes resultants d'una divisió tindran la forma més esfèrica de totes les formes possibles resultants de la mateixa divisió.
La regla la va anunciar el zoòleg alemany Oscar Hertwig el 1884, que emfatitzà que la forma cel·lular és producte de l'orientació del fus acromàtic durant la divisió. Aquesta orientació de la divisió cel·lular és un fenomen clau en l'arquitectura dels teixits, el destí cel·lular i la morfogènesi.

## Descobriment
Les observacions de Hertwig es basen en experiments realitzats sobre zigots de granota, que són de forma arrodonida i les primeres divisions s'hi donen en orientacions aleatòries. Hertwig manipulà els zigots perquè adquirissin una forma més allargada, comprimint-los entre dues plaques paral·leles. En aquesta situació, els zigots no patien divisions en orientació aleatòria sinó que ho feien perpendicularment al seu eix més llarg, de manera que les cèl·lules filles anaven apareixent al llarg d'aquest eix.

## Corroboració
Estudis recents en sistemes animals (embrions de Mus musculus, epiteli de Drosophila melanogaster, blastòmers de Xenopus, cèl·lules MCDK en monocapa, etc) i vegetals han donant suport a la regla de Hertwig.

## Mecanisme

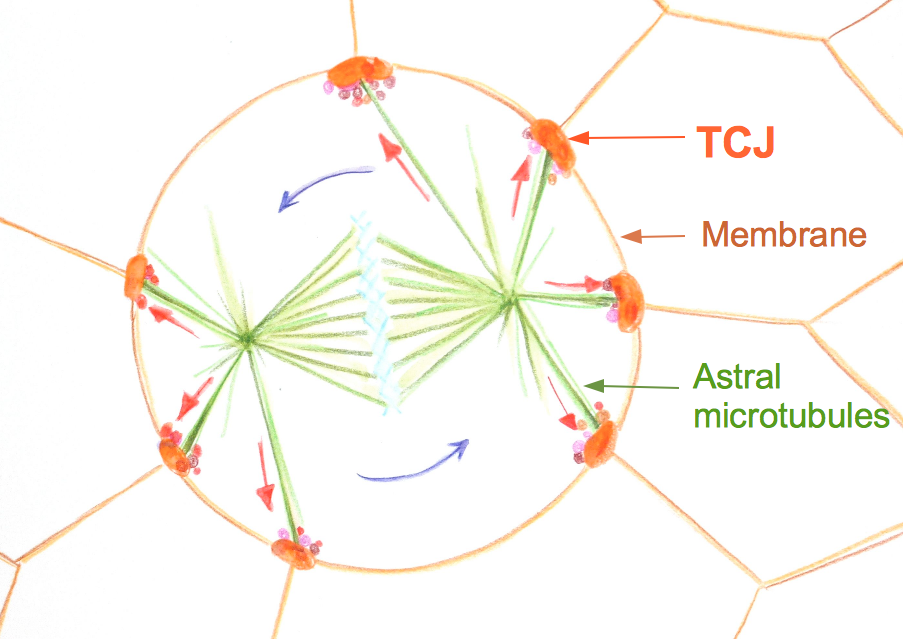
Representació d'una cèl·lula epitelial en divisió. Com indiquen les fletxes liles, el fus acromàtic rota a dins de la cèl·lula. L'orientació final d'aquest resulta de la tensió que els microtúbuls astrals (astral microtubules) estableixen cap a les unions tricel·lulars (TCJ), centres de senyalització localitzats a la membrana cel·lular (membrane).

El mecanisme subjacent en la regla de Hertwig es basa en la detecció de l'eix més llarg de la cèl·lula en estat interfàsic. Tot i això, moltes cèl·lules animals pateixen cert arrodoniment durant la divisió cel·lular, provocant així la desaparició de l'eix més llarg. És en aquesta fase d'arrodoniment que el fus acromàtic de la cèl·lula estableix quina serà l'orientació de la imminent divisió. El fus pateix una rotació i al cap d'una estona s'estabilitza preferentment al llarg de l'eix major en la cèl·lula interfàsica. A continuació té lloc la divisió cel·lular, en l'orientació que ha determinat el fus anteriorment.
En l'estudi de cèl·lules epitelials de Drosophila melanogaster es va investigar com aquestes són capaces de recordar quin és l'eix més llarg en l'estat inferfàsic un cop ja es troben en la fase d'arrodoniment. Aquests estudis suggereixen la participació de les unions tricel·lulars (tricellular junctions o TCJ) en la determinació de l'orientació del fus acromàtic. Aquestes unions cel·lulars, localitzades en punts de contacte entre tres o més cèl·lules, serveixen com a marcadors espacials. Com que romanen més enllà de l'estat interfàsic i no alteren la seva posició malgrat els canvis que la cèl·lula experimenta durant l'arrodoniment previ a la divisió, les TCJ resultarien molt útils durant la mitosi.
Aquest estudi, però, només ha confirmat el paper de les TCJ en un tipus d'epiteli de Drosophila melanogaster. Falten estudis en altres teixits i organismes per acabar d'entendre com aquestes unions intervenen en l'orientació del fus acromàtic i descobrir potser altres elements moleculars en joc.

## Importància
Es creu que les divisions cel·lulars "al llarg de l'eix més llarg" estan implicades en processos com la morfogènesi, l'arquitectura de teixit i la resposta d'aquest a l'estrès. Gràcies a l'aparició de noves cèl·lules al llarg d'aquest eix més llarg, s'aconsegueix reduir l'estrès que pateix el teixit més ràpidament que a través de divisions d'orientació aleatòria o al llarg de l'eix d'estrès mecànic.
Aquestes divisions al llarg de l'eix més llarg també contribueixen a la formació de formes cel·lulars isotròpiques en una monocapa.